# Анна Довгерт
Анна Довгерт (пол. Anna Dowgiert, 1 січня 1990) — польська плавчиня.
Учасниця Олімпійських Ігор 2012, 2016 років.